# Droga krajowa nr 26 (Węgry)
Droga krajowa nr 26 (węg. 26-os főút) – droga krajowa w północno-wschodnich Węgrzech, w komitacie Borsod-Abaúj-Zemplén. Długość - 55 km. Przebieg: 
- Miszkolc – skrzyżowanie z 3
- Sajószentpéter – skrzyżowanie z 27
- Kazincbarcika
- Putnok
- Bánréve – skrzyżowanie z 25